# Непрерывная функция
Непрерывная функция — функция, которая меняется без мгновенных «скачков» (называемых разрывами), то есть такая, малые изменения аргумента которой приводят к малым изменениям значения функции.
Современное определение непрерывной функции дал Бернард Больцано.
Непрерывная функция, вообще говоря, синоним понятия непрерывное отображение, тем не менее чаще всего этот термин используется в более узком смысле — для отображений между числовыми пространствами, например, на вещественной прямой.
Эта статья посвящена именно непрерывным функциям, определённым на подмножестве вещественных чисел и принимающим вещественные значения.
Вариацию этого понятия для функций комплексной переменной см. в статье Комплексный анализ.

## Определение
Пусть {\displaystyle D\subset \mathbb {R} } и {\displaystyle f:D\to \mathbb {R} }.
Существует несколько эквивалентных определений непрерывности функции в точке {\displaystyle x_{0}\in D}.
- Определение через предел: функция {\displaystyle f} непрерывна в точке {\displaystyle x_{0}}, предельной для множества {\displaystyle D}, если {\displaystyle f} имеет предел в точке {\displaystyle x_{0}}, и этот предел совпадает со значением функции {\displaystyle f(x_{0})}:
{\displaystyle \lim _{x\to x_{0}}f(x)=f(x_{0})}
- Определение, использующее ε-δ-формализм: функция {\displaystyle f} непрерывна в точке {\displaystyle x_{0}\in D}, если для любого {\displaystyle \varepsilon >0} существует {\displaystyle \delta >0} такое, что для любого {\displaystyle x\in D},
{\displaystyle |x-x_{0}|<\delta \Rightarrow |f(x)-f(x_{0})|<\varepsilon .}

Комментарий: По сравнению с определением предела функции по Коши в определении непрерывности нет требования, обязывающего все значения аргумента {\displaystyle x} удовлетворять условию {\displaystyle 0<\left\vert x-x_{0}\right\vert }, то есть быть отличными от {\displaystyle x_{0}}.
- Определение, использующее o-символику: функция {\displaystyle f} непрерывна в точке {\displaystyle x_{0}}, если
{\displaystyle f(x_{0}+\delta )=f(x_{0})+o(1)}, при {\displaystyle \delta \to 0}.
- Определение через колебания: функция непрерывна в точке, если её колебание в данной точке равно нулю.

Функция {\displaystyle f} непрерывна на множестве {\displaystyle E}, если она непрерывна в каждой точке данного множества.
В этом случае говорят, что функция {\displaystyle f} класса {\displaystyle C^{0}} и пишут: {\displaystyle f\in C^{0}(E)} или, подробнее, {\displaystyle f\in C^{0}(E,\mathbb {R} )}.

## Точки разрыва
Если условие, входящее в определение непрерывности функции, в некоторой точке нарушается, то говорят, что рассматриваемая функция терпит в данной точке разрыв. Другими словами, если {\displaystyle A} — значение функции {\displaystyle f} в точке {\displaystyle a}, то предел такой функции (если он существует) не совпадает с {\displaystyle A}. На языке окрестностей условие разрывности функции {\displaystyle f} в точке {\displaystyle a} получается отрицанием условия непрерывности рассматриваемой функции в данной точке, а именно: существует такая окрестность точки {\displaystyle A} области значений функции {\displaystyle f}, что как бы мы близко не подходили к точке {\displaystyle a} области определения функции {\displaystyle f}, всегда найдутся такие точки, чьи образы будут за пределами окрестности точки {\displaystyle A}.

### Классификация точек разрыва в ℝ¹
Классификация разрывов функций {\displaystyle f:X\to Y} зависит от того, как устроены множества X и Y. Здесь приведена классификация для простейшего случая — {\displaystyle f:\mathbb {R} \to \mathbb {R} }. Таким же образом классифицируют и особые точки (точки, где функция не определена). Стоит заметить, что классификация в {\displaystyle \mathbb {R} } различается от автора к автору.
Если функция имеет разрыв в данной точке (то есть предел функции в данной точке отсутствует или не совпадает со значением функции в данной точке), то для числовых функций возникает два возможных варианта, связанных с существованием у числовых функций односторонних пределов:
- если оба односторонних предела существуют и конечны, то такую точку называют точкой разрыва первого рода. К точкам разрыва первого рода относят устранимые разрывы и скачки.
- если хотя бы один из односторонних пределов не существует или не является конечной величиной, то такую точку называют точкой разрыва второго рода. К точкам разрыва второго рода относят полюса и точки существенного разрыва.

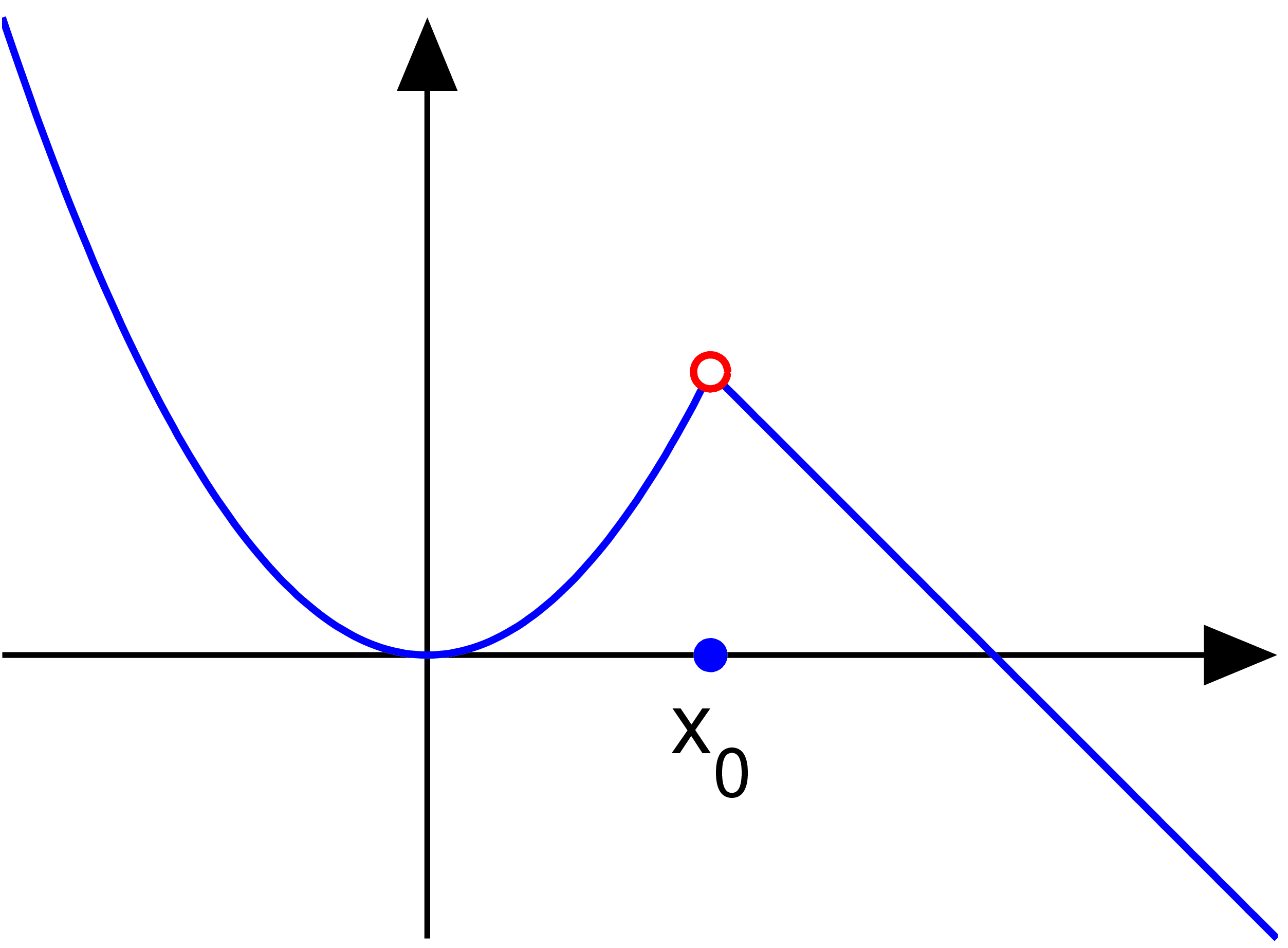
Устранимый разрыв
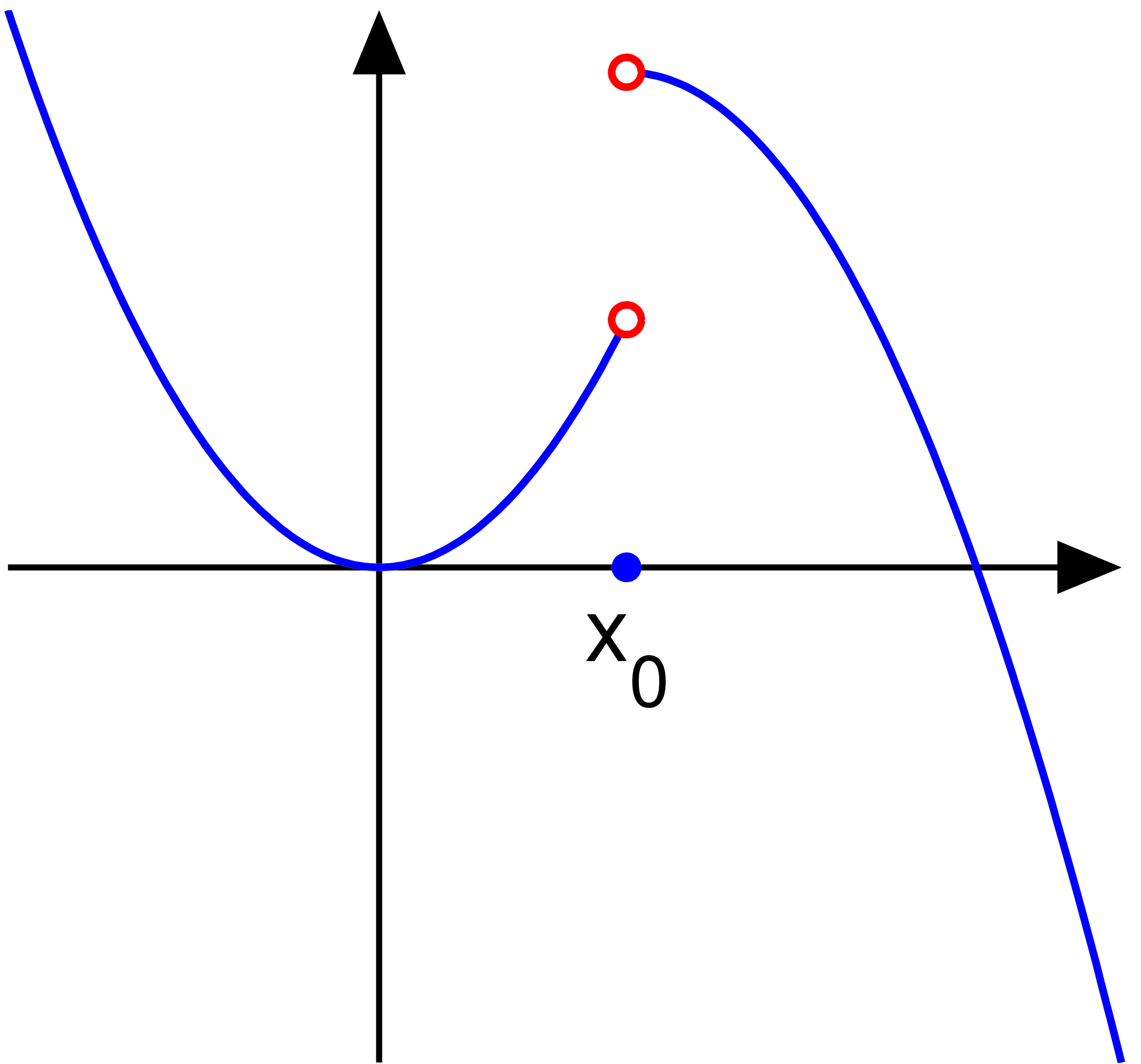
Разрыв типа «скачок»
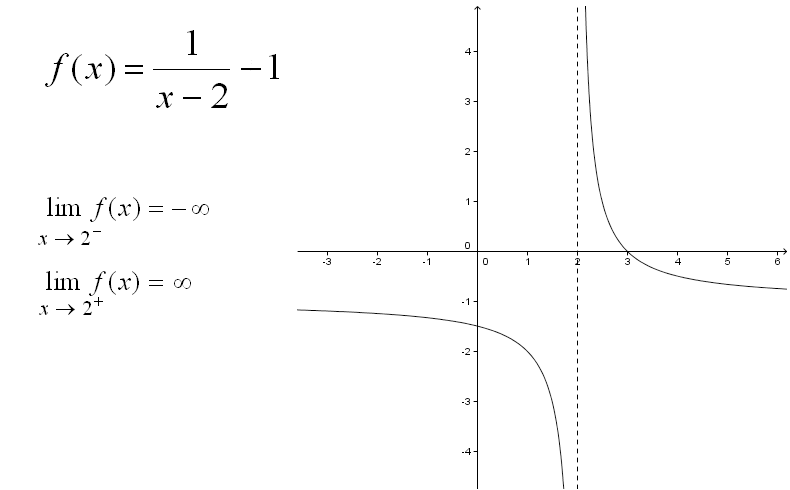
Особая точка типа «полюс». Если доопределить функцию для x=2 — получится разрыв «полюс».
Точка существенного разрыва

#### Устранимая точка разрыва
Если предел функции существует и конечен, но функция не определена в этой точке, либо предел не совпадает со значением функции в данной точке:
{\displaystyle \lim \limits _{x\to a}f(x)\neq f(a)},
то точка {\displaystyle a} называется точкой устранимого разрыва функции {\displaystyle f} (при отсутствии {\displaystyle f(a)} — устранимая особая точка).
Если «поправить» функцию {\displaystyle f} в точке устранимого разрыва и положить {\displaystyle f(a):=\lim \limits _{x\to a}f(x)}, то получится функция, непрерывная в данной точке. Такая операция над функцией называется доопределением функции до непрерывной или доопределением функции по непрерывности, что и обосновывает название точки, как точки устранимого разрыва.
Пример функции, имеющей точку устранимого разрыва {\displaystyle x_{0}}:
{\displaystyle f(x)={\begin{cases}x^{2}&{\text{ for }}x<x_{0}\\0&{\text{ for }}x=x_{0}\\x_{0}^{2}+x_{0}-x&{\text{ for }}x>x_{0}\end{cases}}}

#### Точка разрыва «скачок»
Разрыв «скачок» (особая точка «скачок») возникает, если
{\displaystyle \lim \limits _{x\to a-0}f(x)\neq \lim \limits _{x\to a+0}f(x)}, и пределы конечны.

#### Точка разрыва «полюс»
Разрыв «полюс» (особая точка «полюс») возникает, если один из односторонних пределов бесконечен.
{\displaystyle \lim \limits _{x\to a-0}f(x)=\pm \infty } или {\displaystyle \lim \limits _{x\to a+0}f(x)=\pm \infty }.

#### Точка существенного разрыва
В точке существенного разрыва (существенной особой точке) хотя бы один из односторонних пределов вообще отсутствует.

### Классификация изолированных особых точек в ℝn, n>1
Для функций {\displaystyle f:\mathbb {R} ^{n}\to \mathbb {R} ^{n}} и {\displaystyle f:\mathbb {C} \to \mathbb {C} } нет нужды работать с точками разрыва, зато часто приходится работать с особыми точками (точками, где функция не определена). Классификация изолированных особых точек (то есть таких, где в какой-то окрестности нет других особых точек) сходная.
- Если {\displaystyle \exists \lim \limits _{x\to a}f(x)}, то это устранимая особая точка (аналогично функции действительного аргумента).
- Полюс определяется как {\displaystyle \lim \limits _{x\to a}f(x)=\infty }. В многомерных пространствах, если модуль числа растёт, считается, что {\displaystyle f(x)\to \infty }, каким путём бы он ни рос.[источник не указан 3463 дня]
- Если предел вообще не существует, это существенная особая точка.

Понятие «скачок» отсутствует. То, что в {\displaystyle \mathbb {R} } считается скачком, в пространствах бо́льших размерностей — существенная особая точка.

## Свойства

### Локальные
- Функция, непрерывная в точке {\displaystyle a}, является ограниченной в некоторой окрестности этой точки.
- Если функция {\displaystyle f} непрерывна в точке {\displaystyle a} и {\displaystyle f(a)>0} (или {\displaystyle f(a)<0}), то {\displaystyle f(x)>0} (или {\displaystyle f(x)<0}) для всех {\displaystyle x}, достаточно близких к {\displaystyle a}.
- Если функции {\displaystyle f} и {\displaystyle g} непрерывны в точке {\displaystyle a}, то функции {\displaystyle f+g} и {\displaystyle f\cdot g} тоже непрерывны в точке {\displaystyle a}.
- Если функции {\displaystyle f} и {\displaystyle g} непрерывны в точке {\displaystyle a} и при этом {\displaystyle g(a)\neq 0}, то функция {\displaystyle f/g} тоже непрерывна в точке {\displaystyle a}.
- Если функция {\displaystyle f} непрерывна в точке {\displaystyle a} и функция {\displaystyle g} непрерывна в точке {\displaystyle b=f(a)}, то их композиция {\displaystyle h=g\circ f} непрерывна в точке {\displaystyle a}.

### Глобальные
- Теорема о равномерной непрерывности: функция, непрерывная на отрезке (или любом другом компактном множестве), равномерно непрерывна на нём.
- Теорема Вейерштрасса о функции на компакте: функция, непрерывная на отрезке (или любом другом компактном множестве), ограничена и достигает на нём свои максимальное и минимальное значения.
- Областью значений функции {\displaystyle f}, непрерывной на отрезке {\displaystyle [a,b]}, является отрезок {\displaystyle [\min f,\ \max f],} где минимум и максимум берутся по отрезку {\displaystyle [a,b]}.
- Если функция {\displaystyle f} непрерывна на отрезке {\displaystyle [a,b]} и {\displaystyle f(a)\cdot f(b)<0,} то существует точка {\displaystyle \xi \in (a,b),} в которой {\displaystyle f(\xi )=0}.
- Теорема о промежуточном значении: если функция {\displaystyle f} непрерывна на отрезке {\displaystyle [a,b]} и число {\displaystyle \varphi } удовлетворяет неравенству {\displaystyle f(a)<\varphi <f(b)} или неравенству {\displaystyle f(a)>\varphi >f(b),} то существует точка {\displaystyle \xi \in (a,b),} в которой {\displaystyle f(\xi )=\varphi }.
- Непрерывное отображение отрезка в вещественную прямую инъективно в том и только в том случае, когда данная функция на отрезке строго монотонна.
- Монотонная функция на отрезке {\displaystyle [a,b]} непрерывна в том и только в том случае, когда область её значений является отрезком с концами {\displaystyle f(a)} и {\displaystyle f(b)}.
- Если функции {\displaystyle f} и {\displaystyle g} непрерывны на отрезке {\displaystyle [a,b]}, причем {\displaystyle f(a)<g(a)} и {\displaystyle f(b)>g(b),} то существует точка {\displaystyle \xi \in (a,b),} в которой {\displaystyle f(\xi )=g(\xi ).} Отсюда, в частности, следует, что любое непрерывное отображение отрезка в себя имеет хотя бы одну неподвижную точку.
- График непрерывной на отрезке функции является кривой.

## Примеры

### Элементарные функции
Произвольные многочлены, рациональные функции, показательные функции, логарифмы, тригонометрические функции (прямые и обратные) непрерывны везде в своей области определения.

### Функция с устранимым разрывом
Функция {\displaystyle f\colon \mathbb {R} \to \mathbb {R} ,} задаваемая формулой
{\displaystyle f(x)={\begin{cases}{\frac {\sin x}{x}},&x\neq 0\\0,&x=0\end{cases}}}
непрерывна в любой точке {\displaystyle x\neq 0.} Точка {\displaystyle x=0} является точкой устранимого разрыва, ибо предел функции
{\displaystyle \lim \limits _{x\to 0}f(x)=\lim \limits _{x\to 0}{\frac {\sin x}{x}}=1\neq f(0).}

### Функция знака
Функция
{\displaystyle f(x)=\operatorname {sgn} x={\begin{cases}-1,&x<0\\0,&x=0\\1,&x>0\end{cases}},\quad x\in \mathbb {R} }
называется функцией знака.
Эта функция непрерывна в каждой точке {\displaystyle x\neq 0}.
Точка {\displaystyle x=0} является точкой разрыва первого рода, причём
{\displaystyle \lim \limits _{x\to 0-}f(x)=-1\neq 1=\lim \limits _{x\to 0+}f(x)},
в то время как в самой точке функция обращается в нуль.

### Функция Хевисайда
Функция Хевисайда, определяемая как
{\displaystyle f(x)={\begin{cases}1,&x\geqslant 0\\0,&x<0\end{cases}},\quad x\in \mathbb {R} }
является всюду непрерывной, кроме точки {\displaystyle x=0}, где функция терпит разрыв первого рода. Тем не менее, в точке {\displaystyle x=0} существует правосторонний предел, который совпадает со значением функции в данной точке. Таким образом, данная функция является примером непрерывной справа функции на всей области определения.
Аналогично, ступенчатая функция, определяемая как
{\displaystyle f(x)={\begin{cases}1,&x>0\\0,&x\leqslant 0\end{cases}},\quad x\in \mathbb {R} }
является примером непрерывной слева функции на всей области определения.

### Функция Дирихле
Функция
{\displaystyle f(x)={\begin{cases}1,&x\in \mathbb {Q} \\0,&x\in \mathbb {R} \setminus \mathbb {Q} \end{cases}}}
называется функцией Дирихле. По сути, функция Дирихле — это характеристическая функция множества рациональных чисел. Эта функция разрывна в каждой точке, поскольку в сколь угодно малой окрестности любой точки имеются как рациональные, так и иррациональные числа.

### Функция Римана
Функция
{\displaystyle f(x)={\begin{cases}{\frac {1}{n}},&x={\frac {m}{n}}\in \mathbb {Q} ,\ {\text{НОД}}(m,n)=1\\0,&x\in \mathbb {R} \setminus \mathbb {Q} \end{cases}}}
называется функцией Римана или «функцией Тома».
Эта функция непрерывна на множестве иррациональных чисел ({\displaystyle \mathbb {R} \setminus \mathbb {Q} }), поскольку предел функции в каждой иррациональной точке равен нулю (если последовательность {\displaystyle x_{k}=m_{k}/n_{k}\to x\notin \mathbb {Q} }, то с необходимостью {\displaystyle n_{k}\to \infty }).
Во всех же рациональных точках она разрывна.

## Вариации и обобщения

### Равномерная непрерывность
Функция {\displaystyle f} называется равномерно непрерывной на {\displaystyle E}, если для любого {\displaystyle \varepsilon >0} существует {\displaystyle \delta >0} такое, что для любых двух точек {\displaystyle x_{1}} и {\displaystyle x_{2}} таких, что {\displaystyle |x_{1}-x_{2}|<\delta }, выполняется {\displaystyle |f(x_{1})-f(x_{2})|<\varepsilon }.
Каждая равномерно непрерывная на множестве {\displaystyle E} функция, очевидно, является также и непрерывной на нём. Обратное, вообще говоря, неверно. Однако, если область определения — компакт, то непрерывная функция оказывается также и равномерно непрерывной на данном отрезке.

### Полунепрерывность
Существует два симметричных друг другу свойства — полунепрерывность снизу и полунепрерывность сверху:
- функция {\displaystyle f} называется полунепрерывной снизу в точке {\displaystyle a}, если для любого {\displaystyle \varepsilon >0} существует такая окрестность {\displaystyle U_{E}(a)}, что {\displaystyle f(x)>f(a)-\varepsilon } для всякого {\displaystyle x\in U_{E}(a)};
- функция {\displaystyle f} называется полунепрерывной сверху в точке {\displaystyle a}, если для любого {\displaystyle \varepsilon >0} существует такая окрестность {\displaystyle U_{E}(a)}, что {\displaystyle f(x)<f(a)+\varepsilon } для всякого {\displaystyle x\in U_{E}(a)}.

Между непрерывностью и полунепрерывностью имеется следующая связь:
- если взять функцию {\displaystyle f}, непрерывную в точке {\displaystyle a}, и уменьшить значение {\displaystyle f(a)} (на конечную величину), то мы получим функцию, полунепрерывную снизу в точке {\displaystyle a};
- если взять функцию {\displaystyle f}, непрерывную в точке {\displaystyle a}, и увеличить значение {\displaystyle f(a)} (на конечную величину), то мы получим функцию, полунепрерывную сверху в точке {\displaystyle a}.

В соответствии с этим можно допустить для полунепрерывных функций бесконечные значения:
- если {\displaystyle f(a)=-\infty }, то будем считать такую функцию полунепрерывной снизу в точке {\displaystyle a};
- если {\displaystyle f(a)=+\infty }, то будем считать такую функцию полунепрерывной сверху в точке {\displaystyle a}.

### Односторонняя непрерывность
Функция {\displaystyle f} называется непрерывной слева (справа) в точке {\displaystyle x_{0}} её области определения, если для одностороннего предела выполняется равенство: {\displaystyle f(x_{0})=\lim \limits _{x\to x_{0}-}f(x)} {\displaystyle (f(x_{0})=\lim \limits _{x\to x_{0}+}f(x)).}

### Непрерывность почти всюду
На вещественной прямой обычно рассматривается простая линейная мера Лебега. Если функция {\displaystyle f} такова, что она непрерывна всюду на {\displaystyle E}, кроме, быть может, множества меры нуль, то такая функция называется непрерывной почти всюду.
В том случае, когда множество точек разрыва функции не более чем счётно, мы получаем класс интегрируемых по Риману функций (см. критерий интегрируемости функции по Риману).